# Antoni Varés Martinell
Antoni Varés Martinell (Llagostera, Gironès, 23 de maig de 1909 – Girona, 1966) fou un artista, cineasta amateur, fotògraf i cartellista.

## Biografia
Varés es va formar en belles arts a la seva vila natal i des del 1920 a l'Escola municipal de Belles Arts de Girona. Amb només disset anys va marxar a França, on va aconseguir una feina a la Graphique Industriel Française de París, un taller d'arts gràfiques on s'imprimien els cartells de diversos teatres i distribuïdores cinematogràfiques. Aquí és on va aprendre la tècnica del cartellisme, disciplina a la qual es dedicaria de forma professional al llarg de la seva vida. Durant la seva estada a París també va començar a interessar-se pel cinema i la fotografia que representaven per a ell noves formes d'expressió, i en va aprendre els fonaments tècnics de manera totalment autodidacta.
Va retornar a Girona el 1930 per fer el servei militar i l'any 1931 va filmar la seva primera pel·lícula El rapte de Maria Rosa, amb una càmera de 9,5 mm. Aquesta es considera la primera pel·lícula amateur de ficció rodada íntegrament a la ciutat de Girona. Aquell mateix any va tornar a París i va crear el seu propi estudi on treballava pintant cartells, decorats i fent caricatures. Alguns dels cartells van servir per publicitar espectacles com el Théâtre de L'Empire, la Gayte Lyrique, el Moulin Rouge o el Théâtre du Châtelet. La seva afició al cinema el va portar a participar com a extra en el rodatge dels primers films sonors del cineasta francès René Clair: À nous Liberté (1932) i 14 Julliet (1933).
L'any 1935, arran de la mort del seu pare, es va veure obligat a tornar a casa per fer-se càrrec de la seva família. En aquesta època va filmar alguns documentals esportius de les activitats del GEiEG (Grup Excursionista i Esportiu Gironí). Durant els anys de la Guerra Civil i la postguerra va continuar la seva activitat professional com a cartellista i va rodar algunes pel·lícules com Salakophades que narra en clau de comèdia les aventures de dos expedicionaris per la selva africana. La pel·lícula va ser rodada a les ribes del riu Ter.
Els anys del franquisme van suposar un allunyament de la llibertat que havia viscut a París com a artista. Això no obstant, l'any 1940 va participar en una exposició col·lectiva promoguda per la Jefatura Provincial de Propaganda que va reunir a les Sales d'Exposició Municipals de la Rambla artistes com Jaume Roca Delpech, Pere Perpiñà, Josep Colomer, Francesc Riuró i Francesc Torres Monsó.
El seu activisme cultural el va portar a col·laborar amb diverses entitats gironines com l'AFYCG (Agrupación Fotogràfica y Cinematogràfica de Gerona y Provincia), fundada el 1954, que era el punt de trobada per als fotògrafs i cineastes amateurs de la ciutat i de la qual va encapçalar la secció de cinema. També va formar part del Círculo Artístico de l'Institut d'Estudis Gironins, constituït el 1947, on ocupà el càrrec de cap de la secció de cinema i fotografia.
En paral·lel a totes les seves activitats va seguir desenvolupant la seva faceta de cineasta amateur, amb una càmera de 9,5 mm fins a l'any 1940 quan va adquirir una Paillard Bolex de 16 mm. La seva obra fílmica es pot considerar en bona part com a inacabada, ja que molts dels seus films no varen poder ser sonoritzats i, a més, va morir quan estava treballant en la seva pel·lícula més ambiciosa, una adaptació de Josafat, de Prudenci Bertrana, que tenia el vistiplau de la filla de l'escriptor, Aurora Bertrana.

## Obra seleccionada
- 1930: El rapte de Maria Rosa
- 1935: Cursa ciclista
- 1936-37: Matí de desembre
- 1937: Fent “L'Hindiu”
- 1937: Salakophades
- 1940: La tragèdia de l'aigua
- 1948: Vuelta al ayer
- 1951: La muerte del día
- 1951: La llegada y estancia de la Virgen Blanca en Gerona
- 1951-53: Niños
- 1958: Roc
- 1960: L'home del sac